# 塚本理剛
塚本 理剛（つかもとまさたけ、1980年2月22日 - ）は日本のCMエディター、映像コンサルタント。
東京都出身。レッドアトレ所属。

## 経歴、人物
2003年、株式会社電通テックCM制作部にて勤務。2005年、株式会社デジタルエッグへ入社。2008年、フリーランスCMエディターとして独立。2008年同年、レッドアトレ共同経営者として参加。

### 特徴
- フリーランスとして独立後、ウェディング映像制作や企業PV制作など多岐なジャンルの映像を手掛ける。
- ディレクターとしても活躍するかたわら、映像コンサルタントとしてセミナー等も主催している。
- 趣味は麻雀。
- 好きな言葉「やらずに後悔よりやって後悔」

## 過去制作CM作品
- 株式会社NTTドコモ TV-CM
- 株式会社ナビタイムジャパン TV-CM
- トヨタ自動車株式会社 TV-CM
- 株式会社ソニー・コンピュータエンタテインメント TV-CM